# 热瓦乡
热瓦乡，是中华人民共和国西藏自治区那曲市索县下辖的一个乡镇级行政单位。

## 行政区划
热瓦乡下辖以下地区：
央达村、朗多村、热热村、白庆村、拉囊塘村和瓦热村。